# Cantharoxylymna bicolor
Cantharoxylymna bicolor is een keversoort uit de familie boktorren (Cerambycidae). De wetenschappelijke naam van de soort is voor het eerst geldig gepubliceerd in 1934 door Linsley.